# Buraco negro estelar

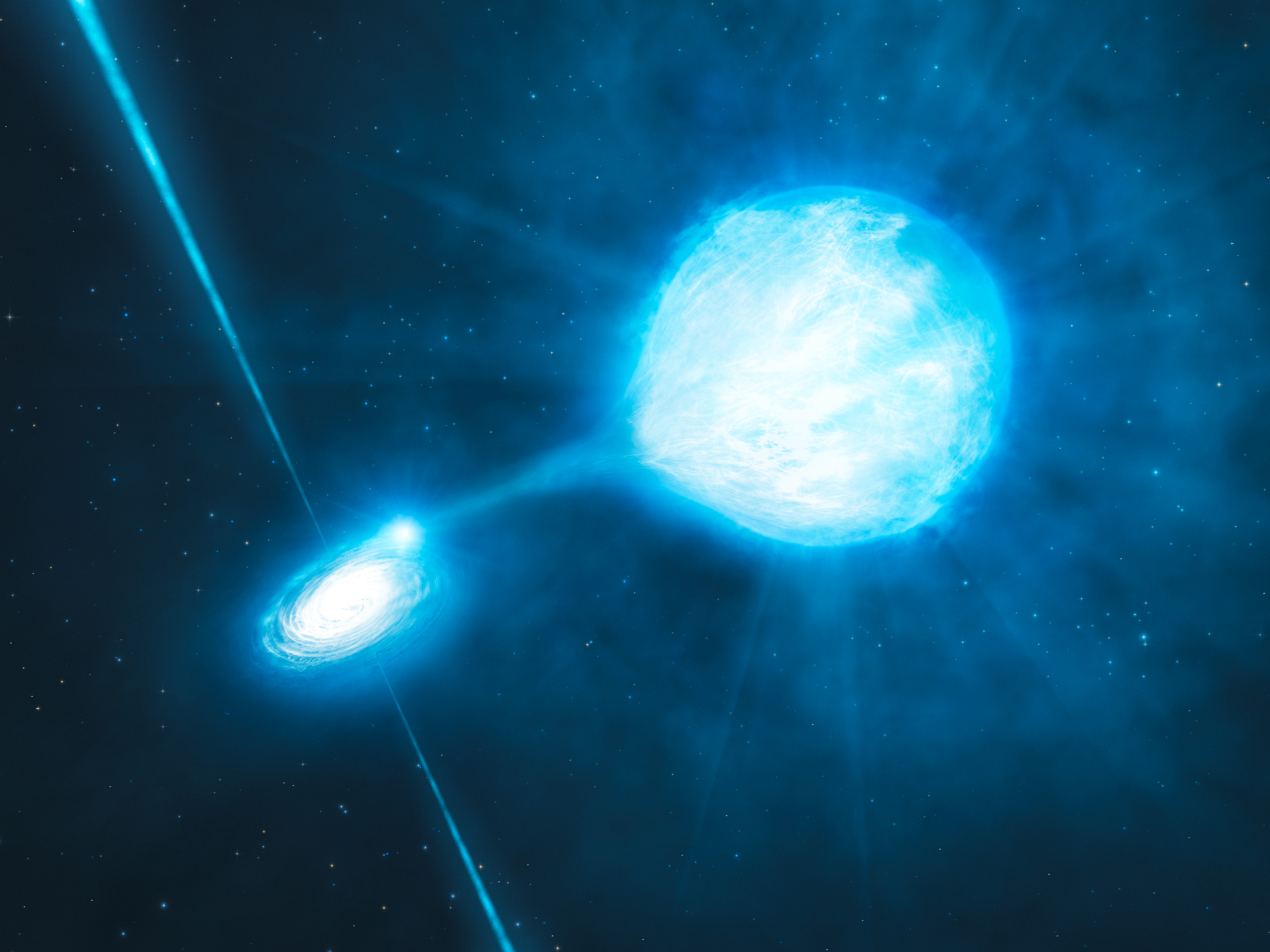
Impressão artística de um buraco negro de massa estelar (à esquerda) na galáxia espiral NGC 300; está associado a uma Estrela Wolf-Rayet.

Um buraco negro estelar é um buraco negro formado pelo colapso gravitacional de uma estrela massiva (maior do que cerca de 10 vezes a massa do Sol) ao final de seu tempo de vida (entendido isso como suas reações de fusão estelares). O processo é observado como uma explosão de supernova ou uma explosão de raios gama.
O corpo celeste proposto como maior buraco negro estelar que se conhece (até o ano de 2001) possui 14 massas solares.
Teoricamente podem existir buracos negros de qualquer massa (relatividade geral). Enquanto menos massa possua, maior deve ser a densidade da matéria para formar um buraco negro (ver raio de Schwarzschild, sobre o raio de um buraco negro). Não existem processos conhecidos que possam produzir buracos negros com uma massa menor que umas poucas vezes a massa do Sol. Se estes existem, são principalmente buracos negros primordiais.
O colapso de uma estrela é um processo natural que produz um buraco negro. É inevitável que ao final da vida de uma estrela, quando todas as fontes de energia estelar se esgotam, se a massa da estrela que está colapsando está abaixo de certo valor crítico, o produto final será uma estrela compacta, quer seja uma anã branca, uma estrela de nêutrons ou uma estrela de quarks. Essas estrelas têm uma massa máxima. Assim que se a estrela que está colapsando tem uma massa que excede este limite (Limite de Chandrasekhar) o colapso irá continuar para sempre (colapso gravitacional catastrófico) e formará um buraco negro. Todavia se desconhece a massa máxima de uma estrela de nêutrons, entretanto se crê que seria em torno de 8 a 25 massas solares.
Também existe evidências de outros dois tipos de buracos negros, que são muito mais massivos que os buracos negros estelares. Eles são os buracos negros de massa intermediária (no centro dos cúmulos globulares) e os buracos negros supermassivos no centro da Via Láctea e outras galáxias ativas.
Um buraco negro só pode ter três propriedades fundamentais: massa, carga elétrica e momento angular (rotação), o que se chama, nesta limitação, teorema da calvície. Se crê que todos os buracos negros formados na natureza têm rotação, mas não foi realizada uma definida observação na rotação. A rotação de um buraco negro estelar é devido à conservação do momento angular da estrela que o produziu.

## Etimologia
John Michell usou o termo "estrela negra" e, no início do século XX, físicos usaram o termo "objeto gravitacionalmente colapsado". A escritora científica Marcia Bartusiak atribui o nome "buraco negro" ao físico Robert H. Dicke, que, no início dos anos 60, comparou o fenômeno ao Buraco Negro de Calcutá, conhecido como uma prisão onde as pessoas entraram, mas nunca saíram vivas.
O termo "buraco negro" foi usado na imprensa pela revista norte americana Life and Science News em 1963, e pela jornalista científica Ann Ewing em seu artigo "Buracos Negros no Espaço", datado em 18 de janeiro de 1964, o qual foi relatório sobre uma reunião da Associação Americana para o Avanço da Ciência localizada em Cleveland, Ohio.
Em Dezembro de 1967, um estudante supostamente sugeriu o termo "buraco negro"; Wheeler adotou o termo pela brevidade e "valor publicitário" e rapidamente viralizou, trazendo alguns créditos de cunha do termo para Wheeler.

## Sistemas binários compactos de raios-X
Os buracos negros estelares em sistemas binários próximos são observáveis quando a matéria é transferida desde uma estrela acompanhante até o buraco negro. A liberação de energia na queda até a estrela compacta é tão grande que a matéria alcança temperaturas de centenas de milhões de graus e radiações de raios-X (Astronomia de raios-X). Portanto, o buraco negro é observável indiretamente em raios-X, ainda que a estrela acompanhante possa ser observada com telescópios óticos. A liberação de energia dos buracos negros e estrelas de nêutrons são da mesma magnitude. Os buracos negros e estrelas de nêutrons são ocasionalmente difíceis de distinguir.
Entretanto, as estrelas de nêutrons têm propriedades adicionais. Estas mostram distinta rotação, e podem ter um campo magnético e exibir explosões localizadas (explosões termonucleares). Sempre que se observem tais propriedades, o objeto compacto no sistema binário é revelado como uma estrela de nêutrons.
As derivadas massas vêm de observações de fontes compactas de raios-X (combinando dados óticos e de raios-X). Todas as estrelas de nêutrons identificadas têm uma massa de 3 a 5 massas solares. Nenhum dos sistemas compactos com uma massa superior a 5 massas solares revela as propriedades de uma estrela de nêutrons. A combinação desses fatores nos revela que a classe de estrelas compactas com uma massa superior a 5 massas solares são na realidade buracos negros.
Note-se que esta prova da existência dos buracos negros estelares não é inteiramente observacional, mas se baseia em uma teoria: Nós não podemos pensar em outro objeto para esses sistemas binários compactos massivos estelares que um buraco negro. Uma prova direta da existência de um buraco negro poderia ser se um no presente fosse observada a órbita de uma partícula que cai dentro do buraco negro. Em princípios de 2005, um experimento usando um Colisor Relativístico de Íons Pesados mostrou evidência de matéria que cai em um microburaco negro, fazendo que a matéria se estirasse como era esperado.